# Петронія (Техас)
Петронія (англ. Petronila) — місто (англ. city) в США, в окрузі Нюесес штату Техас. Населення — 89 осіб (2020).

## Географія
Петронія розташована за координатами 27°40′16″ пн. ш. 97°37′56″ зх. д. / 27.67111° пн. ш. 97.63222° зх. д. (27.671229, -97.632246).  За даними Бюро перепису населення США в 2010 році місто мало площу 4,73 км², уся площа — суходіл.

## Демографія
Згідно з переписом 2010 року, у місті мешкало 113 осіб у 38 домогосподарствах у складі 30 родин. Густота населення становила 24 особи/км².  Було 48 помешкань (10/км²).
Расовий склад населення:
| - 80,5 % — білих - 0,9 % — чорних або афроамериканців - 0,9 % — азіатів - 14,2 % — осіб інших рас |

До двох чи більше рас належало 3,5 %. Частка іспаномовних становила 59,3 % від усіх жителів.
За віковим діапазоном населення розподілялося таким чином: 29,2 % — особи молодші 18 років, 62,0 % — особи у віці 18—64 років, 8,8 % — особи у віці 65 років та старші. Медіана віку мешканця становила 39,5 року. На 100 осіб жіночої статі у місті припадало 117,3 чоловіків;  на 100 жінок у віці від 18 років та старших — 122,2 чоловіків також старших 18 років.
Середній дохід на одне домашнє господарство  становив 56 884 долари США (медіана — 53 438), а середній дохід на одну сім'ю — 70 065 доларів (медіана — 60 556). Медіана доходів становила 50 500 доларів для чоловіків та 25 417 доларів для жінок. За межею бідності перебувало 3,2 % осіб, у тому числі 0,0 % дітей у віці до 18 років та 0,0 % осіб у віці 65 років та старших.
Цивільне працевлаштоване населення становило 81 особа. Основні галузі зайнятості: публічна адміністрація — 24,7 %, освіта, охорона здоров'я та соціальна допомога — 21,0 %, сільське господарство, лісництво, риболовля — 16,0 %, виробництво — 12,3 %.